# Lappodochium langeniforme
Lappodochium langeniforme är en svampart som beskrevs av Matsush. 1975. Lappodochium langeniforme ingår i släktet Lappodochium, divisionen sporsäcksvampar och riket svampar.   Inga underarter finns listade i Catalogue of Life.